# Otto-Appel-Denkmünze
Die Otto-Appel-Denkmünze wurde zu Ehren des Phytomediziners Otto Appel anlässlich dessen 85. Geburtstages gestiftet. Die Denkmünze gilt als eine der höchsten Auszeichnungen für Persönlichkeiten des europäischen Pflanzenschutzdienstes.

## Die Geschichte
Auf Initiative von Friedrich Wilhelm Maier-Bode trafen sich im Jahr 1952 im Landwirtschaftsministerium in Bonn führende Mitglieder des deutschen Pflanzenschutzes mit dem Ziel eine Auszeichnung für herausragende Phytomediziner zu schaffen. Die entsprechende Otto-Appel-Denkmünze wird seit 1952 vergeben, zuletzt im Abstand von zwei Jahren. Die verantwortliche Institution ist satzungsgemäß das Julius Kühn-Institut und dessen jeweiliger Präsident, der als Schirmherr des Preises fungiert.

## Mitglieder des Kuratoriums
Die Mitglieder des Kuratoriums werden von folgenden Institutionen benannt.
- Julius Kühn-Institut
- Industrieverband Agrar
- Verband Deutscher Maschinen- und Anlagenbau e.V.
- Agravis Raiffeisen AG
- Bundesministerium für Ernährung und Landwirtschaft
- Deutsche Phytomedizinische Gesellschaft e.V.

## Die Inhaber der Denkmünze
- 1952 Otto Appel, ehem. Präsident der Biologischen Reichsanstalt für Land- und Forstwirtschaft Berlin-Dahlem
- 1953 Johanna Westerdijk, ehem. Direktorin des Pathologischen Labors "Willie Commelin Scholten" en Centraal-bureau voor Schimmelcultures, Baarn/NL
- 1954 Johann Christian (Hans) Blunck, ehem. Direktor des Instituts für Pflanzenkrankheiten, Universität Bonn
- 1955 Gerhard Schrader, Wuppertal
- 1956 Walter Kotte, ehem. Direktor des Pflanzenschutzamtes Freiburg i. Breisgau
- 1957 Elvin Charles Stakman, ehem. Direktor des Dept. of Plant Pathology and Botany, St. Paul, Minn., USA
- 1958 Carl Stapp, ehem. Direktor des Instituts für Bakteriologie und Serologie der Biologischen Bundesanstalt für Land- und Forstwirtschaft, Braunschweig
- 1960 Bernhard Rademacher, ehem. Direktor des Instituts für Pflanzenschutz, Universität Hohenheim
- 1962 Ernst Gäumann, ehem. Vorsteher des Instituts für spezielle Botanik, Eidgenössische Technische Hochschule, Zürich/Schweiz
- 1964 Hans Bremer, ehem. Vorsteher des Instituts für Gemüsebau und Unkrautforschung der Biologischen Bundesanstalt für Land- und Forstwirtschaft, Neuss-Lauvenburg
- 1966 Erich Köhler, ehem. Direktor des Instituts für landwirtschaftliche Virusforschung der Biologischen Bundesanstalt für Land- und Forstwirtschaft, Braunschweig
- 1968 Ferdinand Beran, Hofrat, ehem. Leiter der Bundesanstalt für Pflanzenschutz
- 1971 Martin Hanf, Limburgerhof, Ludwigshafen
- 1973 Karl Böning, ehem. Direktor der Abteilung Pflanzenschutz der Bayerischen Landesanstalt für Bodenkultur und Pflanzenbau, München
- 1975 Walter Heinrich Fuchs, ehem. Direktor des Instituts für Pflanzenpathologie und Pflanzenschutz, Universität Göttingen
- 1977 Harald Richter, ehem. Präsident der Biologischen Bundesanstalt für Land- und Forstwirtschaft, Berlin und Braunschweig
- 1978 Ronald K.S. Wood, Ph.D., F.R.S., London/UK
- 1979 John D. Freyer, M.A., Yarnton, Oxford/Großbritannien
- 1981 Waldemar Madel, ehem. Geschäftsführer, Celamerck GmbH & Co. KG, Ingelheim, Privat-Dozent Universität Mainz
- 1984 Rolf Diercks, ehem. Abteilungsleiter, Bayerische Landesanstalt f. Bodenk. u. Pflanzenbau
- 1986 Theobert Voss, Biologische Bundesanstalt für Land- und Forstwirtschaft Braunschweig
- 1988 Dieter Redlhammer, ehem. Direktor, Leiter, Hoechst AG, GB Landwirtschaft Frankfurt am Main
- 1990 Friedrich Großmann, Inst. f. Phytomedizin Hohenheim
- 1992 Gerhard Schuhmann, ehem. Präsident, Biologische Bundesanstalt für Land- und Forstwirtschaft, Braunschweig
- 1994 Hans-Hermann Cramer, ehem. Referent f. Umweltfragen, Bayer AG, Leverkusen
- 1996 Rudolf Heitefuß, Institut für Pflanzenpathologie und Pflanzenschutz, Universität Göttingen
- 1998 Renate Hans, Bundesamt für gesundheitlichen Verbraucherschutz und Veterinärmedizin, Berlin
- 2000 Gerhard Prante, ehem. Aventis CropScience
- 2002 Fritz Führ, Institut für Radioagronomie der Kernforschungsanlage Jülich
- 2004 Fred Klingauf, ehem. Präsident der Biologischen Bundesanstalt für Land- und Forstwirtschaft, Braunschweig
- 2006 Oskar Böttcher, ehem. Hauptgeschäftsführer des Industrieverbandes Agrar e.V.
- 2008 Ralf Petzold, ehem. Referats-Leiter des BMELV
- 2010 Manfred Reschke, ehem. Leiter des Pflanzenschutzamtes der Landwirtschaftskammer Hannover
- 2012 Georg Meinert, ehem. Leiter der Landesanstalt für Pflanzenschutz in Stuttgart
- 2014 Heinz-Wilhelm Dehne, INRES, Rheinische Friedrich-Wilhelms-Universität Bonn
- 2016 Bernd Böhmer, ehem. Leiter des Pflanzenschutzdienstes der Landwirtschaftskammer Nordrhein-Westfalen
- 2018 Hans-Theo Jachmann, ehem. Präsident des Industrieverbands Agrar
- 2020 Georg F. Backhaus, ehem. Präsident des Julius Kühn-Instituts